# ジョゼフ・コローン
- ジョゼフ・コロン

ジョゼフ・コローン（Joseph Colón, 1990年2月18日 - ）は、プエルトリコのカグアス出身のプロ野球選手（投手）。右投右打。MLB・クリーブランド・ガーディアンズ傘下所属。

## 経歴
2009年のMLBドラフト12巡目（全体365位）でクリーブランド・インディアンスから指名され、プロ入り。契約後、傘下のルーキー級アリゾナリーグ・インディアンスでプロデビュー。11試合（先発7試合）に登板して0勝3敗・防御率5.62・26奪三振の成績を残した。
2010年は怪我で全休した。
2011年はA-級マホーニングバレー・スクラッパーズとA級レイクカウンティ・キャプテンズでプレーし、2球団合計で16試合（先発15試合）に登板して4勝4敗・防御率3.51・61奪三振の成績を残した。
2012年はA級レイクカウンティとA+級カロライナ・マドキャッツでプレーし、2球団合計で22試合に先発登板して9勝10敗・防御率3.43・83奪三振の成績を残した。
2013年もA級レイクカウンティとA+級カロライナでプレーし、2球団合計で17試合に先発登板して5勝4敗・防御率3.23・76奪三振の成績を残した。
2014年はAA級アクロン・ラバーダックスでプレーし、25試合に先発登板して8勝7敗・防御率3.39・96奪三振の成績を残した。
2015年はAA級アクロンとAAA級コロンバス・クリッパーズでプレーし、2球団合計で33試合（先発1試合）に登板して3勝0敗・防御率3.14・47奪三振の成績を残した。
2016年1月8日に薬物検査で陽性反応を示した事が判明し、50試合の出場停止処分を受けた。処分が明けるとAAA級コロンバスでプレー。7月2日にメジャー契約を結び、7日に昇格して25人枠入りした。7月8日のニューヨーク・ヤンキース戦でメジャーデビュー。この年メジャーでは11試合に登板して1勝3敗・防御率7.20・10奪三振の成績を残した。
2017年開幕前の2月8日に第4回WBCのプエルトリコ代表に選出された。3月22日の決勝アメリカ合衆国戦に敗戦し、2大会連続で準優勝となった。この年はメジャーでの登板は無く、10月2日に戦力外となり、6日にマイナー契約に切り替わってAAA級コロンバスへ配属された。

## 詳細情報

### 年度別投手成績
| 年 度    | 球 団    | 登 板 | 先 発 | 完 投 | 完 封 | 無 四 球 | 勝 利 | 敗 戦 | セ 丨 ブ | ホ 丨 ル ド | 勝 率 | 打 者 | 投 球 回 | 被 安 打 | 被 本 塁 打 | 与 四 球 | 敬 遠 | 与 死 球 | 奪 三 振 | 暴 投 | ボ 丨 ク | 失 点 | 自 責 点 | 防 御 率 | W H I P |
| -------- | -------- | ----- | ----- | ----- | ----- | -------- | ----- | ----- | -------- | ----------- | ----- | ----- | -------- | -------- | ----------- | -------- | ----- | -------- | -------- | ----- | -------- | ----- | -------- | -------- | ------- |
| 2016     | CLE      | 11    | 0     | 0     | 0     | 0        | 1     | 3     | 0        | 0           | .250  | 50    | 10.0     | 12       | 2           | 7        | 1     | 0        | 10       | 1     | 1        | 9     | 8        | 7.20     | 1.90    |
| MLB：1年 | MLB：1年 | 11    | 0     | 0     | 0     | 0        | 1     | 3     | 0        | 0           | .250  | 50    | 10.0     | 12       | 2           | 7        | 1     | 0        | 10       | 1     | 1        | 9     | 8        | 7.20     | 1.90    |

- 2018年度シーズン終了時

### 年度別守備成績
| 年 度    | 球 団    | 投手  | 投手  | 投手  | 投手  | 投手  | 投手     |
| 年 度    | 球 団    | 試 合 | 刺 殺 | 補 殺 | 失 策 | 併 殺 | 守 備 率 |
| -------- | -------- | ----- | ----- | ----- | ----- | ----- | -------- |
| 2016     | CLE      | 11    | 0     | 2     | 0     | 0     | 1.000    |
| MLB：1年 | MLB：1年 | 11    | 0     | 2     | 0     | 0     | 1.000    |

- 2018年度シーズン終了時

### 背番号
- 65（2016年）

### 代表歴
- 2017 ワールド・ベースボール・クラシック・プエルトリコ代表